# Fédération des Îles Caïmans de football
La Fédération des îles Caïmans de football (Cayman Islands Football Association (en) CIFA) est une association regroupant les clubs de football des îles Caïmans et organisant les compétitions nationales et les matchs internationaux de la sélection des îles Caïmans.
La fédération nationale des îles Caïmans est fondée en 1966. Elle est affiliée à la FIFA depuis 1992 et est membre de la CONCACAF depuis 1992 également.